# 花坪白环蛇
花坪白环蛇（学名：Lycodon cathaya），一种于中华人民共和国广西壮族自治区桂林市龙胜各族自治县花坪省级自然保护区发现的爬行动物，隶属于游蛇科白環蛇屬。种加词源自银杉属（Cathaya）的属名，该属唯一的物种银杉（C. argyrophylla）最早是由中山大学考察队在花坪保护区发现，以此纪念前人对中国动植物分类学的贡献。

## 鉴别特征
花坪白环蛇背鳞17-17-15行，光滑；上唇鳞8枚，第3至第5枚入眶，下唇鳞9枚；腹鳞199-200枚（另外有2枚前腹鳞），尾下鳞78枚；颊鳞1枚，延长，入或不入眶，不与鼻间鳞相接；眶前鳞1枚，不与额鳞相接，眶上鳞与前额鳞相接，眶后鳞2枚；上颌齿10（4+2+2+2）；前颞鳞2枚，后颞鳞3枚；肛前鳞完整；从头部至尾部的底色为棕黑色，躯体具有31-35条暗玫瑰色环节，尾部有13-16条；环节最大宽度占1-2枚脊鳞；环节将底色分割呈棕黑色椭圆形斑块，在身体和尾部背面大致排成一行；椭圆形斑块最大宽度占3-6枚脊鳞；腹面具有一宽棕褐色条纹，边缘有一对连续的灰白色腹外侧线。

## 保护
本种于2023年被收录入《有重要生态、科学、社会价值的陆生野生动物名录》。